# Kit Kapp
Kit S. Kapp (* 4. August 1926 in Cincinnati, USA; † 23. November 2013) war ein amerikanischer Ethnologe, Forschungsreisender, Kartograf und Kunstsammler.

## Leben
Kapp wuchs in Cincinnati im Bundesstaat Ohio auf. Gegen Ende des Zweiten Weltkrieges wurde er in die US Army eingezogen, diente aber erst nach der Kapitulation Japans in Nordjapan. Dort kam er erstmals in Berührung mit der Ainu-Kultur, was ihn dazu veranlasste, antike Ainu-Artefakte zu sammeln. Während seines Studiums an der University of Cincinnati reiste er durch Mexiko nach Costa Rica und interviewte die Präsidenten von Nicaragua und Guatemala. Nach seinem Abschluss 1950 kaufte er sich sein erstes Segelboot und unternahm trotz fehlender Segelerfahrung verschiedene Reisen zu den Karibischen Inseln und Zentralamerika.
Unter Kollegen und Freunden war Kapp für seine Abenteuerlust und seinen Wagemut bekannt. So unternahm er seine erste Reise nach Südamerika nicht mit dem Schiff, sondern mit einem alten Ford Model A. Damit geriet er im Zuge der damals zahlreichen nicaraguanischen Aufstände in einen Kugelhagel und steuerte das mit Schusslöchern übersäte Fahrzeug dennoch bis nach Hause. Kapp war außerdem passionierter Bergsteiger, Kanute und durchquerte mehrfach zu Fuß den Isthmus von Panama.
Kit Kapp war verheiratet und hatte drei Kinder. Er starb 2013 im Alter von 87 Jahren infolge eines Unfalls.

## Werk
Kapp leitete mindestens neun Explorers Club-Expeditionen und veröffentlichte zahlreiche Bücher und Studien über die indigenen Völker Zentral- und Südamerikas.

### Wirken als Forscher
Kapps kartografisches Interesse galt vor allem der Region der Westindischen Inseln, Mittel- und Südamerika. So erforschte und katalogisierte er historisches kartografisches Material und arbeitete dieses wissenschaftlich auf. Außerdem machte er umfangreiche Seevermessungen und erstellte Segelkarten von den Regionen um Panama, Kolumbien, Honduras, Venezuela und die Britischen Jungferninseln.
Ethnologisch machte er sich vor allem mit seinen Studien um den panamaischen Stamm der Kuna verdient. In den Jahren 1969 bis 1972 beschäftigte er sich intensiv mit der Textilkunst der Kuna. In diesem Zusammenhang katalogisierte und systematisierte er rund 5000 so genannten Molas nach gestalterischen und quantitativen Kriterien. Sein 1972 erstmals erschienenes Buch Mola Art from the San Blas Islands ist eines der wenigen Werke, die sich mit dem rituellen Kult des in der Region Guna Yala (auch: San Blas) ansässigen Urvolks auseinandersetzen. Es schlägt eine Brücke zwischen den religiösen Riten und den künstlerischen Ausdrucksformen des Stammes.

### Sammlung
Vor Ort entdeckte er die traditionelle Textilkunst des Kuna-Stammes und eignete sich im Laufe der Jahre eine umfangreiche Privatsammlung an, zu der auch zahlreiche antike Karten gehörten. 1967 stellte er seine Kartensammlung in Jamaika aus. Dort lernte er seine spätere Frau Valerie kennen, die er kurz darauf in Cartagena heiratete. Kapps Sammlung ging nach seinem Tod in den Besitz seiner Frau über. Schon in den letzten Jahren vor seinem Tod hatte das Ehepaar begonnen, große Teile der Kartensammlung zu versteigern. Weitere Versteigerungen folgten nach seinem Tod.

## Veröffentlichungen (Auswahl)
- Kit S. Kapp: The printed maps of Jamaica up to 1825, (Map collectors’ series, vol. 5, no. 42). Bolivar Press, 1968.
- Kit S. Kapp: The early maps of Panama up to 1865. Map Collectors’ Circle, 1971.
- Kit S. Kapp: The early maps of Colombia up to 1850. Map Collectors’ Circle, 1971.
- Kit S. Kapp (Autor), Black & White Illustrations (Illustrator): Mola Art from the San Blas Islands. K.S. Kapp Publications, 1972.
- Kit S. Kapp: Central America Early Maps Up To 1860. K.S. Kapp Publications, 1974.
- Kit S. Kapp: Printed Maps of Central America up to 1860. Map Collectors’ Circle, 1975.
- Kit S. Kapp: A Cruising Guide to the Caribbean and the Bahamas. Sheridan House, 1976, ISBN 978-0-396-07284-3
- Kit S. Kapp: The printed maps of Central America up to 1860 (Map collectors’ series). K.S. Kapp Publications, 1974.
- Kit S. Kapp: Maps and Views of the Hispanic West: An Historical Cartobibliography of New Spain, California and Mexico, 1524-1860. Littlehampton Book Services Ltd, 1987, ISBN 978-0-946323-09-8
- Kit S. Kapp: Central American early maps up to 1860. K.S. Kapp Publications, 1993